# Bromvliegen
Bromvliegen of vleesvliegen (Calliphoridae) zijn een familie insecten uit de orde Diptera. De familie staat sinds 2011 bekend als niet-monofyletisch, maar de juiste indeling staat nog ter discussie.

## Kenmerken
Volwassen bromvliegen hebben veelal een harig, glanzend uiterlijk met metallic (of: iriserend) aandoende kleuren: groen, blauw en zwarte thorax en abdomen. De lichaamslengte bedraagt maximaal 1,5 cm. De bassitis is veelal groter dan de andere vliegen.

## Leefwijze
De volwassen dieren halen hun voedsel uit rottend organisch materiaal, honing of vruchtensappen. De larven (maden) van sommige soorten maken jacht op mieren, termieten en andere insectenlarven, weer andere soorten dringen als parasiet via wonden het lichaam van mensen en dieren binnen. Ze kunnen ziekten overbrengen.

## Voortplanting
De eieren worden afgezet in kadavers, mest of rottende vis.

## Taxonomie
De volgende geslachten zijn bij de familie ingedeeld:
| Geslachten | Geslachten | Geslachten |
| --- | --- | --- |
| - Acrophaga - Albuquerquea - Aldrichina - Amenia - Angioneura - Anthracomyia - Apaulina - Aphyssura - Auchmeromyia - Bellardia - Bengalia - Booponus - Borbororhinia - Boreellus - Calliphora - Callitroga - Catapicephala - Chloroprocta - Chrysomya - Cochliomyia - Compsomyiops - Cordylobia - Cosmina - Cyanus - Cynomya - Dexopollenia - Dyscritomyia - Eggisops - Engyzops - Eucalliphora | - Eumesembrinella - Eurychaeta - Euphumosia - Helicobosca - Hemilucilia - Hemipyrellia - Idiella - Isomyia - Kuschelomyia - Laneella - Lucilia - Melanodexia - Melanomya - Melinda - Mesembrinella - Morinia - Mufetiella - Nesodexia - Neta - Onesia - Opsodexia - Pachychoeromyia - Paradichosia - Paralucilia - Paramenia - Paraplatytropesa - Phormia - Phumosia - Platytropesa - Pollenia | - Polleniopsis - Prosthetosoma - Protocalliphora - Protophormia - Ptilonesia - Rhinia - Rhynchoestrus - Rhyncomya - Sarconesia - Sarconesiomima - Silbomyia - Somomyia - Souzalopesiella - Stegosoma - Stilbomyella - Stilbomyia - Stomorhina - Tainania - Thelychaeta - Theria - Toxotarsus - Triceratopyga - Trichoberia - Tricyclea - Tricycleopsis - Trixoneura - Trypocalliphora - Villeneuviella - Xanthotryxus - Xenocalliphora |

## In Nederland waargenomen soorten
- Genus: Angioneura
  - Angioneura acerba
- Genus: Bellardia
  - Bellardia obsoleta
  - Bellardia pandia
  - Bellardia stricta
  - Bellardia vespillo
  - Bellardia viarum
  - Bellardia vulgaris
- Genus: Calliphora
  - Calliphora loewi
  - Calliphora vicina - (Roodwangbromvlieg)
  - Calliphora vomitoria - (Roodbaardbromvlieg)
- Genus: Chrysomya
  - Chrysomya megacephala
- Genus: Cynomya
  - Cynomya mortuorum - (Lijkenvlieg)
- Genus: Eurychaeta
  - Eurychaeta palpalis
- Genus: Lucilia
  - Lucilia ampullacea
  - Lucilia bufonivora - (Paddenvlieg)
  - Lucilia caesar - (Keizersvlieg)
  - Lucilia illustris
  - Lucilia pilosiventris
  - Lucilia regalis
  - Lucilia richardsi
  - Lucilia sericata
  - Lucilia silvarum
- Genus: Melanomya
  - Melanomya fimbriata
  - Melanomya nana
- Genus: Melinda
  - Melinda gentilis
  - Melinda viridicyanea
- Genus: Morinia
  - Morinia melanoptera
- Genus: Onesia
  - Onesia floralis
- Genus: Phormia
  - Phormia regina
- Genus: Pollenia
  - Pollenia amentaria
  - Pollenia angustigena
  - Pollenia atramentaria
  - Pollenia griseotomentosa
  - Pollenia labialis
  - Pollenia mayeri
  - Pollenia pediculata
  - Pollenia rudis
  - Pollenia vagabunda
  - Pollenia viatica
- Genus: Protocalliphora
  - Protocalliphora azurea
- Genus: Protophormia
  - Protophormia terraenovae - (Blauwe keizervlieg)